# Stella Martin Manyanya
Stella Martin Manyanya (sinh ngày 4 tháng 8 năm 1962) là một chính trị gia người Tanzania, là đại biểu Quốc hội thuộc khu vực bầu cử Nyasa từ năm 2010. Vào tháng 10 năm 2017, cô được bổ nhiệm làm Thứ trưởng Bộ Công nghiệp, Thương mại và Đầu tư.

## Cuộc đời
Cô học tại trường tiểu học Nambingi từ năm 1969 đến năm 1970. Sau đó cô chuyển đến trường tiểu học Maguu, hoàn thành chương trình giáo dục tiểu học ở đó vào năm 1975. Từ năm 1976 đến năm 1979, cô theo học trường trung học Songea Girls, ở Songea. Cô tốt nghiệp đại học về kỹ thuật điện trường Đại học Khoa học và Công nghệ Na Uy và Đại học Dar es Salaam.

## Lịch sử
Từ 1983 đến 1987, cô làm Kỹ thuật viên điện tại Pugu Kaolin Mines Limited (STAMICO). Từ 1992 đến 2005, cô làm Kỹ sư điện cho Công ty TNHH Cung ứng Điện Tanzania (TENESCO), một công ty chịu trách nhiệm sản xuất điện, truyền tải điện và phân phối điện. Tại TENESCO, cô tham gia giám sát, lập kế hoạch, xây dựng dây chuyền và vận hành.

## Sự nghiệp
Cô tham gia quốc hội năm 2005 theo phe Đảng CCM. Trong nhiệm kỳ đầu tiên tại quốc hội, cô đã phục vụ trong ủy ban quốc hội về Đầu tư, Năng lượng và Khoáng sản. Cô cũng phục vụ trong Ủy ban điều hành quốc gia (NEC) trong khoảng thời gian đó. Cô được tái đắc cử vào năm 2010. Trong nhiệm kỳ thứ hai, cô là chủ tịch ủy ban nghị viện về công thương, từ năm 2010 đến năm 2011. Cũng trong nhiệm kỳ đó, cô là thành viên của ủy ban nghị viện về các vấn đề hiến pháp, quản lý hành chính và chính quyền địa phương.
Từ năm 2011 đến 2015, cô đồng thời giữ chức Ủy viên khu vực của Vùng Rukwa. Cô cũng từng là thành viên của Hội đồng Đại học của Đại học Dar es Salaam, và là thành viên của ủy ban quốc hội về Quốc phòng và An ninh.
Cô được bầu lại vào quốc hội lần thứ ba liên tiếp vào năm 2015. Năm 2015, cô được bổ nhiệm làm Thứ trưởng Bộ Giáo dục, Công nghệ và đào tạo nghề cho đến tháng 10 năm 2017.

## Liên kết mở rộng
- Website of the Parliament of Tanzania